# 에스메 크리드마일스
에스메 크리드마일스(Esmé Creed-Miles, 2000년 2월 5일 ~ )는 잉글랜드의 배우이다. 배우 서맨사 모턴의 딸이다.

## 출연 작품

### 영화
- 미스터 론리 (2017) - 셜리 템플 역
- 물의 연대기 (2025)
- 센스 앤 센서빌리티 (미정) - 메리앤 대시우드 역

### 텔레비전
- 한나 (2019-21) - 한나 역
- 복스 마키나의 전설 (2022) - 카산드라 데 롤로 역 (목소리)
- 더 돌 팩토리 (2023) - 아이리스 위틀 역
- 샌드맨 (2025) - 분열 역